# Atletica leggera ai Giochi della XX Olimpiade - Salto in alto femminile

Video della Finale (film ufficiale dei Giochi)

Video della Finale (Ulrike Meyfarth contro Ilona Gusenbauer)

Il salto in alto ha fatto parte del programma femminile di atletica leggera ai Giochi della XX Olimpiade. La competizione si è svolta nei giorni 3 e 4 settembre 1972 allo Stadio olimpico di Monaco.

## Presenze ed assenze delle campionesse in carica
| Competizione      | Atleta            | Prestazione | Monaco 1972 |
| ----------------- | ----------------- | ----------- | ----------- |
| Olimpiadi 1968    | Miloslava Rezková | 1,82 m      | Presente    |
| Commonwealth 1970 | Debbie Brill      | 1,78 m      | Presente    |
| Asiatici 1970     | Michiyo Inaoka    | 1,70 m      | Presente    |
| Panamericani 1971 | Debbie Brill      | 1,85 m      | Presente    |
| Europei 1971      | Ilona Gusenbauer  | 1,87 m      | Presente    |

## Gara
Alla misura richiesta saltano 23 atlete, un record per i Giochi di Monaco.
Alla lunga finale parte male la primatista mondiale Gusenbauer, costretta al terzo salto sia a 1,71 che a 1,76. È invece precisa come un orologio la bulgara Blagoeva, il cui percorso è netto fino a 1,88. A quella misura è giunta anche la sedicenne tedesca dell'Ovest Meyfarth. A 1,90 la Meyfarth sale in testa alla gara superando la misura, mentre falliscono sia la Blagoeva che la Gusenbauer. All'età di 16 anni e 123 giorni, Ulrike Meyfarth è la più giovane medaglia d'oro nella storia dell'atletica ai Giochi Olimpici. Chiede ai giudici di porre l'asticella a 1,92 ed al primo tentativo ce la fa, eguagliando il record mondiale della Gusenbauer.
Giunge quinta, come quattro anni prima a Città del Messico, la primatista stagionale Rita Schmidt (1,85). Solo quindicesima la campionessa uscente Miloslava Rezková che non va oltre 1,82. Al sesto posto con 1,85 la diciannovenne Sara Simeoni ed al settimo posto, con la stessa misura, la tedesca dell'Est Rosemarie Witschas: le due atlete saranno protagoniste dei Giochi del 1976 e del 1980.

## Risultati

### Turno eliminatorio
Lunedì 3 settembre 1972, ore 10:00.
Qualificazione1,76 m (Q) o le migliori 12 atlete classificate (q)
| Pos | Gruppo | Atleta             | Nazione          | Salti | Salti | Salti | Salti | Salti | Uscita | Note |
| Pos | Gruppo | Atleta             | Nazione          | 1,60  | 1,65  | 1,70  | 1,73  | 1,76  | Uscita | Note |
| --- | ------ | ------------------ | ---------------- | ----- | ----- | ----- | ----- | ----- | ------ | ---- |
| 1   | A      | Rita Gildemeister  | Germania Est     | –     | –     | O     | O     | O     | 1,76   | Q    |
| 1   | A      | Ilona Gusenbauer   | Austria          | –     | –     | O     | O     | O     | 1,76   | Q    |
| 1   | A      | Jordanka Blagoeva  | Bulgaria         | –     | –     | O     | O     | O     | 1,76   | Q    |
| 1   | A      | Rita Schmidt       | Germania Est     | –     | –     | O     | O     | O     | 1,76   | Q    |
| 1   | B      | Grith Ejstrup      | Norvegia         | –     | –     | O     | O     | O     | 1,76   | Q    |
| 1   | A      | Ria Ahlers         | Paesi Bassi      | –     | O     | O     | O     | O     | 1,76   | Q    |
| 1   | A      | Renate Gärtner     | Germania Ovest   | –     | O     | O     | O     | O     | 1,76   | Q    |
| 1   | A      | Ulrike Meyfarth    | Germania Ovest   | –     | O     | O     | O     | O     | 1,76   | Q    |
| 1   | A      | Ellen Mundinger    | Germania Ovest   | –     | O     | O     | O     | O     | 1,76   | Q    |
| 1   | A      | Cornelia Popescu   | Romania          | –     | O     | O     | O     | O     | 1,76   | Q    |
| 1   | A      | Audrey Reid        | Giamaica         | –     | O     | O     | O     | O     | 1,76   | Q    |
| 1   | A      | Rosemarie Witschas | Germania Est     | –     | O     | O     | O     | O     | 1,76   | Q    |
| 1   | B      | Deborah Brill      | Canada           | –     | O     | O     | O     | O     | 1,76   | Q    |
| 1   | B      | Sara Simeoni       | Italia           | –     | O     | O     | O     | O     | 1,76   | Q    |
| 15  | A      | Snežana Hrepevnik  | Jugoslavia       | –     | O     | XXO   | XXO   | O     | 1,76   | Q    |
| 16  | A      | Solveig Langkilde  | Danimarca        | –     | –     | O     | O     | XO    | 1,76   | Q    |
| 16  | A      | Erika Rudolf       | Ungheria         | –     | O     | O     | O     | XO    | 1,76   | Q    |
| 16  | B      | Andrea Bruce       | Giamaica         | –     | O     | O     | O     | XO    | 1,76   | Q    |
| 16  | A      | Alena Prosková     | Cecoslovacchia   | O     | O     | O     | O     | XO    | 1,76   | Q    |
| 20  | A      | Miloslava Rezková  | Cecoslovacchia   | O     | XO    | O     | O     | XO    | 1,76   | Q    |
| 20  | A      | Milada Karbanová   | Cecoslovacchia   | O     | O     | XO    | O     | XO    | 1,76   | Q    |
| 22  | A      | Barbara Inkpen     | Gran Bretagna    | O     | O     | XXO   | O     | XO    | 1,76   | Q    |
| 23  | A      | Magdolna Komka     | Ungheria         | –     | O     | O     | O     | XXO   | 1,76   | Q    |
| 24  | A      | Breda Babošek      | Jugoslavia       | –     | O     | XO    | O     | XXX   | 1,73   |      |
| 25  | A      | Marima Rodríguez   | Cuba             | –     | –     | XXO   | O     | XXX   | 1,73   |      |
| 26  | A      | Antonina Lazareva  | Unione Sovietica | –     | O     | O     | XO    | XXX   | 1,73   |      |
| 26  | B      | Rosaline Few       | Gran Bretagna    | O     | O     | O     | XO    | XXX   | 1,73   |      |
| 28  | B      | Beatrix Rechner    | Svizzera         | –     | XO    | XO    | XO    | XXX   | 1,73   |      |
| 29  | B      | Louise Hannah      | Canada           | O     | O     | O     | XXO   | XXX   | 1,73   |      |
| 30  | B      | Penelope Dimmock   | Gran Bretagna    | O     | O     | O     | XXX   |       | 1,70   |      |
| 30  | B      | Deanne Wilson      | Stati Uniti      | O     | O     | O     | XXX   |       | 1,70   |      |
| 32  | B      | Cindy Gilbert      | Stati Uniti      | XO    | O     | XXO   | XXX   |       | 1,70   |      |
| 33  | B      | Michiyo Inaoka     | Giappone         | O     | O     | XXX   |       |       | 1,65   |      |
| 33  | B      | Doris Bisang       | Svizzera         | O     | O     | XXX   |       |       | 1,65   |      |
| 35  | B      | Mihoko Yama        | Giappone         | O     | XO    | XXX   |       |       | 1,65   |      |
| 35  | B      | Roxana Vulescu     | Romania          | O     | XO    | XXX   |       |       | 1,65   |      |
| 37  | B      | Lára Sveinsdóttir  | Islanda          | O     | XXX   |       |       |       | 1,60   |      |
| 38  | B      | Sandra Goldsberry  | Stati Uniti      | XO    | XXX   |       |       |       | 1,60   |      |
| –   | B      | Nnenna Njoku       | Nigeria          | XXX   |       |       |       |       | NM     |      |
| –   | B      | Wu Yu-chih         | Taiwan           | XXX   |       |       |       |       | NM     |      |
| –   | A      | Gàlina Filatova    | Unione Sovietica |       |       |       |       |       | NP     |      |
| –   | A      | Margit Papp        | Ungheria         |       |       |       |       |       | NP     |      |
| –   | B      | Kari Karlsen       | Norvegia         |       |       |       |       |       | NP     |      |
| –   | B      | María Luisa Vilca  | Perù             |       |       |       |       |       | NP     |      |
| –   | B      | Ng Mei Chai        | Malaysia         |       |       |       |       |       | NP     |      |

### Finale
| Primatista mondiale   | 1,92 1971 | Ilona Gusenbauer | Presente |
| Primatista stagionale | 1,90      | Rita Schmidt     | Presente |

Martedì 4 settembre 1972, ore 15:00.
| Pos | Atleta              | Età | Nazione        | Salti | Salti | Salti | Salti | Salti | Salti | Salti | Salti | Salti | Salti | Misura | Note            |
| Pos | Atleta              | Età | Nazione        | 1,60  | 1,66  | 1,71  | 1,76  | 1,79  | 1,82  | 1,85  | 1,88  | 1,90  | 1,92  | Misura | Note            |
| --- | ------------------- | --- | -------------- | ----- | ----- | ----- | ----- | ----- | ----- | ----- | ----- | ----- | ----- | ------ | --------------- |
|     | Ulrike Meyfarth     | 16  | Germania Ovest | –     | –     | O     | O     | O     | O     | O     | O     | XO    | O     | 1,92   | Record mondiale |
|     | Jordanka Blagoeva   | 25  | Bulgaria       | –     | –     | O     | O     | O     | O     | O     | O     | XXX   |       | 1,88   |                 |
|     | Ilona Gusenbauer    | 25  | Austria        | –     | –     | XXO   | XXO   | O     | O     | XXO   | XO    | XXX   |       | 1,88   |                 |
| 4   | Barbara Inkpen      | 23  | Gran Bretagna  | –     | O     | O     | O     | O     | O     | O     | XXX   |       |       | 1,85   |                 |
| 5   | Rita Schmidt        | 22  | Germania Est   | –     | –     | O     | O     | O     | O     | XO    | XXX   |       |       | 1,85   |                 |
| 6   | Sara Simeoni        | 19  | Italia         | –     | –     | O     | O     | O     | XO    | XO    | XXX   |       |       | 1,85   |                 |
| 7   | Rosemarie Witschas  | 20  | Germania Est   | –     | O     | O     | O     | O     | O     | XXO   | XXX   |       |       | 1,85   |                 |
| 8   | Deborah Brill       | 19  | Canada         | –     | –     | O     | O     | O     | O     | XXX   |       |       |       | 1,82   |                 |
| 9   | Andrea Bruce        | 17  | Giamaica       | –     | O     | O     | O     | O     | O     | XXX   |       |       |       | 1,82   |                 |
| 10  | Ellen Mundinger     | 17  | Germania Ovest | –     | –     | O     | O     | XO    | O     | XXX   |       |       |       | 1,82   |                 |
| 11  | Audrey Reid         | 20  | Giamaica       | –     | –     | O     | XO    | XO    | O     | XXX   |       |       |       | 1,82   |                 |
| 12  | Rita Gildemeister   | 25  | Germania Est   | –     | –     | O     | O     | O     | XO    | XXX   |       |       |       | 1,82   |                 |
| 12  | Grith Ejstrup       | 19  | Danimarca      | –     | –     | O     | O     | O     | XO    | XXX   |       |       |       | 1,82   |                 |
| 14  | Renate Gärtner      | 20  | Germania Ovest | –     | –     | O     | O     | O     | XXO   | XXX   |       |       |       | 1,82   |                 |
| 15  | Miloslava Hübnerová | 22  | Cecoslovacchia | –     | O     | O     | XO    | O     | XXO   | XXX   |       |       |       | 1,82   |                 |
| 16  | Erika Rudolf        | 18  | Ungheria       | –     | O     | O     | O     | O     | XXX   |       |       |       |       | 1,79   |                 |
| 16  | Ria Ahlers          | 18  | Paesi Bassi    | –     | O     | O     | O     | O     | XXX   |       |       |       |       | 1,79   |                 |
| 18  | Alena Prosková      | 24  | Cecoslovacchia | –     | –     | XO    | O     | O     | XXX   |       |       |       |       | 1,79   |                 |
| 19  | Cornelia Popescu    | 22  | Romania        | –     | O     | O     | O     | XXX   |       |       |       |       |       | 1,76   |                 |
| 19  | Snežana Hrepevnik   | 24  | Jugoslavia     | O     | O     | O     | O     | XXX   |       |       |       |       |       | 1,76   |                 |
| 21  | Solveig Langkilde   | 22  | Danimarca      | –     | –     | –     | XO    | XXX   |       |       |       |       |       | 1,76   |                 |
| 22  | Milada Karbanová    | 24  | Cecoslovacchia | –     | O     | XO    | XXO   | XXX   |       |       |       |       |       | 1,76   |                 |
| 23  | Magdolna Komka      | 23  | Ungheria       | –     | –     | O     | XXX   |       |       |       |       |       |       | 1,71   |                 |